# Halvmaratonløb (løbesport)
En halvmaraton er en løbedistance, den er 21,0975 km. Det er den halve distance af en helmaraton. Det er en populær distance for motionister, lang nok til at være en seriøs udfordring, men den kræver ikke samme træning som et helt maraton.
Ved en stor del af de officielle maratonløb er der også mulighed for "kun" at løbe halvmaraton.
Der er samtidig en tendens til, at arrangørerne vil give deres løb et unikt præg ved at vælge ruter, der eksempelvis er specielt naturskønne eller ligger i meget kuperet terræn (Bjergløb).
Blandt de største halvmaraton i verden målt på deltagerantal er GöteborgsVarvet der i 2011 havde 59.000 deltagere.
Dette løb blev løbet første gang i 1980.
Det største halvmaraton nogensinde var Broløbet mellem København og Malmö med 79.719 fuldførende deltagere, afholdt i forbindelse med åbningen af Øresundsforbindelsen i år 2000.[kilde mangler]

## Rekorder
Verdensrekorden for mænd er 58:01 sat af Geoffrey Kipsang Kamworor fra Kenya, den 15. september 2019, i København, Danmark,
mens den for kvinder er 1:04:28 sat af 
Brigid Kosgei fra Kenya, den 8. september 2019, i Newcastle upon Tyne, England.
Den danske rekord for mænd er 1:01:55, sat af Carsten Jørgensen, og den danske rekord for kvinder er på 1,09,48, sat af Dorthe Skovshoved Rasmussen.

## Danske halvmaraton
Oversigt over danske halvmaraton opdelt efter antal deltagere

### Over 5.000 deltagere
- CPH Half
- Bestseller Århus City halvmaraton
- Lillebælt halvmaraton
- BT halvmaraton
- Aalborg halvmaraton

### 1.000 - 5.000 deltager
- Kolding Half
- De Tre Broer

### Under 1.000 deltagere
Änglemark Nytårsløb